# Wilderpark
Het Wilderpark is een natuur- en recreatiegebied in de vallei van de Wilderbeek. Het is gelegen ten noorden van Martenslinde en ten westen van Waltwilder.
Het gebied bestaat uit enkele visvijvers, graslanden, hooilanden en een hellingbos. Dit ligt op een steilrand van ongeveer 20 meter hoogte op de oostflank van het dal.
De steilrand, afwisselend droog en vochtig, heeft een leembodem waardoor brongebiedjes ontstaan. Er is een boeiende plantengroei en dierenwereld te vinden. Boven op de helling stond vroeger, op de plaats van twee rode beuken, de galg, reden waarom dit de gaberg wordt genoemd.
Het Wilderpark is ontsloten door wandelpaden.